# Carlo Carlone

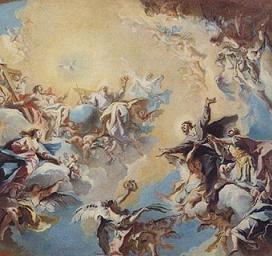

Carlo Innocenzo Carlone (ur. 1686, zm. 1775) – włoski malarz.
Urodził się w 1686 roku w miejscowości Scaria we Włoszech. Był synem architekta i rzeźbiarza Giovanniego Battisty Carlonego. W wieku 12 lat rozpoczął naukę w Wenecji u malarza Giulio Quaglia i w 1707 roku pomagał mu przy malowaniu katedry w Laibach. Później uczył się malować w Rzymie u Francesca Trevisaniego i we Francuskiej Akademii u Charlesa Poersona.
Wykonał freski w Katedrze Wrocławskiej w Kaplicy Elektorskiej, w kopule fresk z przedstawieniem Michała Anioła strącającego do piekieł szatanów oraz w pendentywach freski z wizerunkami Ojców Kościoła i Ewangelistów.
Działał także we Włoszech, w Pradze, w Wiedniu, w Ludwigsburgu, w Pasawie (wraz z ojcem i innymi członkami rodziny).